# Comibaena
Comibaena is een geslacht van vlinders uit de familie van de spanners (Geometridae).

## Soorten
- C. albimarginata (Warren, 1893)
- C. amoenaria (Oberthür, 1880)
- C. attenuata (Warren, 1896)
- C. bajularia

Gevlekte zomervlinder (Denis & Schiffermüller, 1775)
- C. barnsi Prout, 1930
- C. biplaga Walker, 1861
- C. biviaria Hampson, 1909
- C. cassidara (Guenée, 1857)
- C. connata (Warren, 1898)
- C. cheramota Meyrick
- C. diluta (Warren, 1895)
- C. esmeralda (Warren, 1898)
- C. flavitaenia (Warren, 1898)
- C. fuscidorsata Prout, 1912
- C. hemictenes Prout, 1917
- C. leucochloraria (Mabille, 1880)
- C. leucospilata (Walker, 1863)
- C. longipennis (Warren, 1904)
- C. mariae (Lucas, 1888)
- C. meyricki Prout
- C. pseudoneriaria Wehrli, 1926
- C. punctaria (Swinhoe, 1904)
- C. quadrinotata Butler, 1889
- C. rhodolopha Prout, 1915
- C. rufitornus Prout, 1916
- C. serrulata Fletcher, 1963
- C. tancrei (Graeser, 1890)
- C. tenuisaria (Graeser, 1888)